# Imperial Hero
Imperial Hero è un gioco di ruolo multiplayer online gratuito (MMORPG) creato dalla società bulgara di sviluppo di videogiochi Imperia Online S.p.a.. Viene lanciato per la prima volta nel 2009, dopo un anno di sviluppo dell'idea e del gameplay. Imperial Hero è tradotto in 27 lingue. Nel 2015 Imperia Online S.p.a. lancia una nuova versione del gioco di ruolo,  Imperial Hero II, disponibile per Android, Facebook e web. Nel 2017 il gioco è pubblicato da Destiny Development in Russia. 

## Modalità di gioco
Imperial Hero è un gioco multipiattaforma: c'è un impero di nome Ayarr che è composto da 32 province. Per poter giocare, l'utente deve prima registrarsi tramite il sito web. Quando  crea il proprio personaggio, ogni giocatore viene distribuito in una delle tre fazioni dell'impero (Haroda, Farolin o Sonoria) che sono in conflitto e di conseguenza il giocatore sarà in conflitto con gli altri giocatori delle altre fazioni. 
I giocatori possono scegliere fra tre tipi di "eroi": ranger, guerriero e mistico, prendendo in considerazione che ogni classe ha i suoi punti di forza e di debolezza. I personaggi nel gioco guadagnano punti esperienza sconfiggendo i nemici: umanoidi o mostri. Ogni personaggio ha un profilo personale e può ottenere vari titoli ogni settimana che possono fornirgli anche dei bonus. I giocatori vengono incoraggiati a unirsi a una gilda e ad aiutarsi a vicenda per sopravvivere e per raggiungere il successo nell'impero Ayarr. Inoltre, i giocatori gestiscono il proprio personaggio che è il leader di un gruppo di massimo 5 mercenari. Eroi e mercenari possono specializzarsi in una delle 6 classi che possiedono diversi incantesimi e abilità. Qualsiasi membro del gruppo può essere anche equipaggiato di oggetti che migliorano le sue abilità e lo rendono più forte. Sconfiggendo i nemici e completando le missioni, la gilda accumula più esperienza e alza il proprio livello, il che sblocca più abilità e opzioni. 

### La battaglia
Ci sono zone di battaglia ovunque nell'impero Ayarr, dove la forza di ogni gilda dipende dai diversi nemici che sono di diversi tipi. La battaglia si svolge automaticamente e a turni. L'unica cosa che il giocatore deve fare prima dell'inizio della battaglia è di scegliere il proprio gruppo di combattenti e di iniziare la battaglia: poi essa si calcola automaticamente. Come saranno distribuite le unità sul campo di battaglia, è di grande importanza. 
Sconfiggere i nemici può portare al giocatore oggetti rari che possono essere usati per migliorare il suo personaggio e i suoi mercenari. 

### Giocatore contro giocatore (PvP)
In Imperial Hero i giocatori competono tra di loro in vari modi. Possono attaccarsi a vicenda per saccheggiare delle risorse, possono partecipare a tornei dove si fanno battaglie o possono difendere i confini della propria fazione dagli attacchi delle altre fazioni nella pattuglia di confine. I vincitori durante le varie attività PvP ricevono premi settimanali a seconda dei risultati raggiunti. 

### Creazione
I giocatori possono scegliere una delle tre professioni principali e una delle sei professioni secondarie che consentono la creazione di vari oggetti, da materiali di consumo fino a equipaggiamento da combattimento. Inoltre, devono andare nelle altre province per raccogliere i materiali necessari per la creazione. Girando per le province però i giocatori rischiano di essere attaccati o saccheggiati dagli altri giocatori. Una volta raccolte le risorse grezze, queste risorse vengono trasformate in materiali che possono essere utilizzati per la produzione di alcuni dei più potenti artefatti nel gioco. 

### Reputazione e titoli
I giocatori possono migliorare la propria reputazione nelle varie fazioni e sottofazioni dell'impero Ayarr completando le missioni e sconfiggendo i nemici. Da un lato, la buona reputazione fornisce bonus al personaggio sotto forma di sconti nei negozi, e dall'altro gli fornisce titoli onorari. La maggior parte dei titoli forniscono anche dei premi: più raro è il titolo, maggiore è la ricompensa per l'eroe. 

### Commercio
I giocatori di tutte le fazioni possono scambiare risorse, rifornimenti, oggetti e merce rara. Queste azioni vengono eseguite tramite l'asta nel gioco e tramite il mercato delle risorse. L'economia del gioco consente il libero scambio della maggior parte dei beni e i giocatori esperti possono persino accumulare ricchezza. 

### Gilde
I giocatori possono formare gilde fino a 50 persone. Così possono inviare messaggi personali, condividere risorse tra loro e raggiungere obiettivi comuni. Inoltre, ogni gilda può costruire un castello a cui possono accedere solo i membri della stessa gilda. La costruzione di strutture aggiuntive nel castello fornisce bonus a tutti i membri della gilda. Le gilde possono attaccare i castelli delle altre gilde per saccheggiare le loro risorse e per infliggere danni ai loro edifici. I giocatori attaccano con il proprio gruppo e combattono contro i nemici  che fanno parte della gilda in difesa. Le gilde sono hanno anche guarnigioni che sono composte da grandi gruppi di mercenari, leali alla gilda. I mercenari aiutano quando si attaccano gli altri castelli e quando si deve difendere il castello della gilda. 

### World Boss
L'evento World Boss è attivo quando nell'impero Ayarr arriva una creatura minacciosa e molto potente a terrorizzare i giocatori. L'unico modo per sconfiggere il World Boss è se i giocatori si uniscono tutti insieme. Attaccare e sconfiggere il World Boss offre grandi ricompense ai partecipanti. 
Nel 2019 inizia la prima Maratona invernale durante la quale nell'arco di 10 giorni i giocatori  devono sconfiggere un Boss, devono competere tra di loro e devono tuffarsi nell'avventura nell'Isola antica. 

## Edifici
Taverna: il luogo dove i giocatori vanno per trovare tutte le missioni. Gli eroi possono anche lavorare lì per guadagnare oro. La quantità di oro che guadagneranno dipende dal tempo di lavoro e aumenta alzando i livelli nel gioco 
Negozio d'armi: dentro i giocatori possono comprare e vendere le armi e ogni 15 minuti appaiono nuovi articoli. I giocatori possono acquisire nuove armi in cambio di diamanti e ad ogni aggiornamento hanno la possibilità di comprare altre armi più potenti. L'equipaggiamento del personaggio può essere riparato nel negozio. Questo è necessario perché la resistenza dell'equipaggiamento diminuisce quando si usa durante la battaglia e soprattutto quando l'eroe muore durante la battaglia. 
Negozio di armature: qui i giocatori possono comprare e vendere le armature. Gli oggetti vengono aggiornati ogni 15 minuti e i giocatori possono acquistare nuove armature in cambio di diamanti. Con ogni aggiornamento si possono ottenere armature diverse e più forti. Sia le armi che le armature possono essere riparate nel negozio perché la loro resistenza diminuisce quando vengono usate o se eroe muore durante la battaglia. 
Gioielleria: dentro questo negozio i giocatori possono commerciare diversi gioielli e ogni 15 minuti appaiono nuovi articoli. Si possono generare nuovi gioielli in cambio di diamanti e con ogni aggiornamento dei gioielli dentro il negozio c'è una possibilità maggiore di acquisto di oggetti più potenti. I gioielli possono essere anche riparati perché la loro resistenza diminuisce dopo ogni battaglia o se l'eroe muore durante la battaglia. 
Guaritore: la salute e lo spirito dell'eroe possono essere curati a pagamento. I giocatori possono commerciare anche vari pozioni. I nuovi oggetti appaiono ogni 15 minuti e i giocatori possono acquistare una nuova pozione in cambio di diamanti. Con ogni aggiornamento del negozio si possono acquistare pozioni diverse e più forti. Inoltre, anche l'equipaggiamento dell'eroe può essere riparato qui.
Tempio: il luogo in cui i giocatori possono ricevere un premio gratuito sotto forma di forziere ogni 12 ore. In cambio di diamanti, possono ricevere anche più di un forziere. 

## Lingue
| bulgaro    | inglese  | portoghese | portoghese brasiliano |
| spagnolo   | italiano | rumeno     | turco                 |
| serbo      | croato   | polacco    | tedesco               |
| arabo      | francese | russo      | ucraino               |
| ceco       | macedone | greco      | svedese               |
| giapponese | hindi    | olandese   | sloveno               |
| albanese   | ebraico  | slovacco   |                       |

## Nomination
- Nomination per miglior mondo
- Nomination per miglior stile visivo / arte
- Nomination  per miglior gioco mobile

TIGA Games Industry Awards 2016 :
- Nomination per il premio 'Gioco dell'anno' di TIGA
- Nomination per miglior gioco strategico dell'anno
- Nomination per miglior gioco di ruolo dell'anno

Concorso nazionale "Impresa innovativa dell'anno"
- Vinto il riconoscimento di prodotto innovativo